# Sainte-Rose (Guadalupe)
Sainte-Rose, llamada en criollo Sentwòz, es una comuna francesa situada en el departamento de Guadalupe, de la región de Guadalupe. 
El gentilicio francés de sus habitantes es Sainte-Rosiens y Sainte-Rosiennes.

## Situación
La comuna está situada en el norte de la isla guadalupana de Basse-Terre.

## Toponimia
Se fundó en 1635 con el nombre de Grand-Cul-de-Sac, pasando posteriormente a denominarse Saint-Pierre y finalmente en 1790 fue renombrado con su actual denominación.

## Barrios y/o aldeas
Bebel, Bellevue, Béron, Bis, Bône, Cacao, Cadet, Caféière, Choisy, Cluny, Comté de Lohéac, Conodor, Desbonnes, Duportail, Durieu, Goyavier, La Boucan, Lachaise, La Ramée, Madame, Monplaisir, Morne-Rouge, Moustique, Nolivier, Pont-Canal, Plessis-Nogent, Sainte-Marie, Saint-Vaal, Sofaia, Viard y Vinty

## Demografía
| Gráfica de evolución demográfica de Sainte-Rose (Guadalupe) entre 1961 y 2012 |
|                                                                               |

Fuente: Insee

## Comunas limítrofes
| Noroeste: Deshaies y Mar Caribe | Norte: Mar Caribe | Noreste: Mar Caribe |
| Oeste: Deshaies                 |                   | Este: Mar Caribe    |
| Suroeste Pointe-Noire           | Sur: Lamentin     | Sureste: Lamentin   |